# Vengeance Falls
Albums de Trivium
In Waves
(2011) Silence in the Snow
(2015)
Singles
1. Brave This Storm
Sortie : 31 juillet 2013
2. Strife
Sortie : 20 août 2013
3. Through Blood and Dirt and Bone
Sortie : 18 juillet 2014

Vengeance Falls est le sixième album studio groupe américain de heavy metal Trivium, sorti le 15 octobre 2013 sous le label Roadrunner Records.
Il se vend à 17 000 exemplaires lors de sa sortie aux États-Unis.

## Liste des chansons
Toutes les chansons sont écrites et composées par Trivium, excepté lorsque c'est spécifié.
| Edition Standard | Edition Standard                | Edition Standard | Edition Standard | Edition Standard | Edition Standard | Edition Standard | Edition Standard | Edition Standard | Edition Standard |
| No               | Titre                           | Durée            |                  |                  |                  |                  |                  |                  |                  |
| ---------------- | ------------------------------- | ---------------- | ---------------- | ---------------- | ---------------- | ---------------- | ---------------- | ---------------- | ---------------- |
| 1.               | Brave This Storm                | 4:29             |                  |                  |                  |                  |                  |                  |                  |
| 2.               | Vengeance Falls                 | 4:13             |                  |                  |                  |                  |                  |                  |                  |
| 3.               | Strife                          | 4:29             |                  |                  |                  |                  |                  |                  |                  |
| 4.               | No Way to Heal                  | 4:05             |                  |                  |                  |                  |                  |                  |                  |
| 5.               | To Believe                      | 4:32             |                  |                  |                  |                  |                  |                  |                  |
| 6.               | At the End of This War          | 4:47             |                  |                  |                  |                  |                  |                  |                  |
| 7.               | Through Blood and Dirt and Bone | 4:26             |                  |                  |                  |                  |                  |                  |                  |
| 8.               | Villainy Thrives                | 4:54             |                  |                  |                  |                  |                  |                  |                  |
| 9.               | Incineration: The Broken World  | 5:52             |                  |                  |                  |                  |                  |                  |                  |
| 10.              | Wake [The End Is Nigh]          | 6:00             |                  |                  |                  |                  |                  |                  |                  |
| 47:44            |                                 |                  |                  |                  |                  |                  |                  |                  |                  |

| Edition Spéciale | Edition Spéciale                                                  | Edition Spéciale | Edition Spéciale | Edition Spéciale | Edition Spéciale | Edition Spéciale | Edition Spéciale | Edition Spéciale | Edition Spéciale |
| No               | Titre                                                             | Durée            |                  |                  |                  |                  |                  |                  |                  |
| ---------------- | ----------------------------------------------------------------- | ---------------- | ---------------- | ---------------- | ---------------- | ---------------- | ---------------- | ---------------- | ---------------- |
| 11.              | No Hope For the Human Race                                        | 3:59             |                  |                  |                  |                  |                  |                  |                  |
| 12.              | As I Am Exploding                                                 | 5:49             |                  |                  |                  |                  |                  |                  |                  |
| 13.              | Skulls... We Are 138 (reprise de Misfits; écrit par Glenn Danzig) | 3:31             |                  |                  |                  |                  |                  |                  |                  |
| 61:03            |                                                                   |                  |                  |                  |                  |                  |                  |                  |                  |

| Chanson bonus Edition Japonaise | Chanson bonus Edition Japonaise                                                                        | Chanson bonus Edition Japonaise | Chanson bonus Edition Japonaise | Chanson bonus Edition Japonaise | Chanson bonus Edition Japonaise | Chanson bonus Edition Japonaise | Chanson bonus Edition Japonaise | Chanson bonus Edition Japonaise | Chanson bonus Edition Japonaise |
| No                              | Titre                                                                                                  | Durée                           |                                 |                                 |                                 |                                 |                                 |                                 |                                 |
| ------------------------------- | --- | ------------------------------- | ------------------------------- | ------------------------------- | ------------------------------- | ------------------------------- | ------------------------------- | ------------------------------- | ------------------------------- |
| 14.                             | Losing My Religion (reprise de R.E.M.; écrit par Bill Berry, Peter Buck, Mike Mills, et Michael Stipe) | 4:40                            |                                 |                                 |                                 |                                 |                                 |                                 |                                 |
| 65:43                           | |                                 |                                 |                                 |                                 |                                 |                                 |                                 |                                 |